# Cynthia Denzler
Cynthia Jennifer „Cici“ Denzler (*  12. Mai 1983 in Santa Ana, Kalifornien) ist eine ehemalige kolumbianisch-US-amerikanische Skirennläuferin. Sie startete hauptsächlich in den technischen Disziplinen Riesenslalom und Slalom.

## Karriere
Denzler erlernte das Skifahren im Alter von acht Jahren. Ihr internationales Renndebüt gab sie am 13. Januar 1999 bei einem Universitätsrennen in Anzère. Bis zur Saison 2008/09 startete sie hauptsächlich bei FIS-Rennen und Nationalen Meisterschaften in Europa. Danach vollzog sie den Wechsel zum kolumbianischen Skiverband. 2009 startete sie erstmals bei einer Alpinen Skiweltmeisterschaft. Bei den Wettkämpfen in Val-d’Isère schied sie sowohl im Riesenslalom als auch im Slalom aus.
2010 nahm Denzler als erste kolumbianische Sportlerin an Olympischen Winterspielen teil. Im Slalom belegte sie den 51. Platz, wobei sie insgesamt vier Läuferinnen hinter sich lassen konnte.
Nach den Spielen trat Denzler noch bei einigen Citizenrennen sowie der Winter-Universiade in Erzurum. Ihr letztes internationales Rennen bestritt sie am 6. April 2012 in Courchevel. Seitdem ist sie nicht mehr als Rennläuferin in Erscheinung getreten.

## Privates
Denzlers Eltern Hanspeter und Rosmarie stammen aus der Schweiz. Ihr Vater ist Inhaber einer Jeansfabrik in Kolumbien, wo die Familie in den 2000ern auch lebte. Dadurch besitzt Denzler auch die kolumbianische Staatsangehörigkeit.
Ihren Spitznamen Cici erhielt sie von einem Schweizer Kindermädchen das den Namen Cynthia nicht richtig aussprechen konnte.

## Erfolge

### Olympische Winterspiele
- Vancouver 2010: 51. Slalom, DNF Riesenslalom

### Weltmeisterschaften
- Val-d'Isère 2009: DNF Riesenslalom, DNF Slalom

### Australian New Zealand Cup
- Eine Platzierung unter den besten 30

### Universiade
- Erzurum 2011: DNF Slalom, DNS Riesenslalom

### Weitere Erfolge
- 3 Podestplätze bei FIS-Rennen, davon ein Sieg